# Diocesi di Apatzingán
La diocesi di Apatzingán (in latino: Dioecesis Apatzinganiensis) è una sede della Chiesa cattolica in Messico suffraganea dell'arcidiocesi di Morelia. Nel 2022 contava 403.000 battezzati su 437.000 abitanti. È retta dal vescovo Cristóbal Ascencio García.

## Territorio
La diocesi comprende 10 comuni dello stato messicano di Michoacán: Aguililla, Apatzingán, Buenavista, Chinicuila, Coalcomán de Vázquez Pallares, Gabriel Zamora, Múgica, Parácuaro, Tepalcatepec, Tumbiscatío.
Sede vescovile è la città di Apatzingán, dove si trova la cattedrale dell'Immacolata Concezione di Maria Vergine.
Il territorio si estende su una superficie di 13.102 km² ed è suddiviso in 29 parrocchie.

## Storia
La diocesi è stata eretta il 30 aprile 1962 con la bolla Quo aptius christifidelium di papa Giovanni XXIII, ricavandone il territorio dalle diocesi di Colima e di Tacámbaro.
Il 20 novembre 1962, con la lettera apostolica Caeleste patrocinium, Giovanni XXIII ha proclamato la Beata Maria Vergine di Acahuato patrona principale della diocesi.
L'11 ottobre 1985 ha ceduto una porzione del suo territorio a vantaggio dell'erezione della diocesi di Ciudad Lázaro Cárdenas.

## Cronotassi dei vescovi
Si omettono i periodi di sede vacante non superiori ai 2 anni o non storicamente accertati.
- Victorino Álvarez Tena † (24 maggio 1962 - 14 febbraio 1974 nominato vescovo di Celaya)
- José Fernández Arteaga † (13 luglio 1974 - 8 febbraio 1980 nominato vescovo di Colima)
- Miguel Patiño Velázquez, M.S.F. † (9 aprile 1981 - 17 novembre 2014 ritirato)
- Cristóbal Ascencio García, dal 17 novembre 2014

## Statistiche
La diocesi nel 2022 su una popolazione di 437.000 persone contava 403.000 battezzati, corrispondenti al 92,2% del totale.
| anno | popolazione | popolazione | popolazione | presbiteri | presbiteri | presbiteri | presbiteri                | diaconi | religiosi | religiosi | parrocchie |
| anno | battezzati  | totale      | %           | numero     | secolari   | regolari   | battezzati per presbitero | diaconi | uomini    | donne     | parrocchie |
| ---- | ----------- | ----------- | ----------- | ---------- | ---------- | ---------- | ------------------------- | ------- | --------- | --------- | ---------- |
| 1966 | 197.000     | 201.000     | 98,0        | 47         | 41         | 6          | 4.191                     |         | 11        | 48        | 19         |
| 1970 | ?           | 273.041     | ?           | 51         | 43         | 8          | ?                         |         | 13        | 45        | 19         |
| 1976 | 580.000     | 600.000     | 96,7        | 49         | 40         | 9          | 11.836                    |         | 19        | 64        | 33         |
| 1980 | 777.000     | 829.000     | 93,7        | 43         | 35         | 8          | 18.069                    | 2       | 17        | 50        | 30         |
| 1990 | 598.000     | 648.000     | 92,3        | 47         | 45         | 2          | 12.723                    |         | 6         | 92        | 23         |
| 1999 | 679.600     | 755.200     | 90,0        | 54         | 51         | 3          | 12.585                    |         | 6         | 105       | 25         |
| 2000 | 685.800     | 762.100     | 90,0        | 53         | 50         | 3          | 12.939                    |         | 6         | 112       | 25         |
| 2001 | 630.000     | 700.000     | 90,0        | 53         | 50         | 3          | 11.886                    |         | 7         | 115       | 25         |
| 2002 | 630.000     | 700.000     | 90,0        | 58         | 55         | 3          | 10.862                    |         | 3         | 130       | 26         |
| 2003 | 630.000     | 700.000     | 90,0        | 56         | 53         | 3          | 11.250                    |         | 3         | 134       | 26         |
| 2004 | 630.000     | 700.000     | 90,0        | 55         | 55         |            | 11.454                    |         |           | 134       | 26         |
| 2006 | 646.000     | 718.000     | 90,0        | 56         | 56         |            | 11.535                    |         |           | 132       | 26         |
| 2012 | 370.000     | 400.000     | 92,5        | 62         | 62         |            | 5.967                     |         |           | 127       | 27         |
| 2015 | 380.000     | 412.000     | 92,2        | 61         | 61         |            | 6.229                     |         |           | 113       | 27         |
| 2018 | 391.830     | 424.845     | 92,2        | 65         | 65         |            | 6.028                     |         |           | 113       | 29         |
| 2020 | 396.600     | 430.000     | 92,2        | 50         | 50         |            | 7.932                     |         |           | 87        | 29         |
| 2022 | 403.000     | 437.000     | 92,2        | 50         | 50         |            | 8.060                     |         |           | 84        | 29         |